# Рамос-Ариспе
Рамос-Ариспе (исп. Ramos Arizpe) — город в Мексике, штат Коауила, входит в состав одноимённого муниципалитета и является его административным центром. Численность населения, по данным переписи 2010 года, составила 66 554 человека.

## Общие сведения
Поселение было основано в 1577 году как сельскохозяйственная община Valle de las Labores. В 1606 году оно было переименовано в Сан-Николас-де-ла-Капелланья, в честь Святого Николаса, так как была построена капелла.
19 мая 1850 года поселение получило статус вилья и было переименовано в Ramos Arizpe в честь мексиканского политика Мигеля Рамоса Ариспе.
В 1915 году во время Мексиканской революции возле Рамос-Ариспе войска Панчо Вильи под командованием Фелипе Анхелеса разгромили войска каррансистов.
13 мая 1980 года поселению был присвоен статус города.